# الجامعية (قرية)
قرية الجامعية هي من قرى العقالية الحديثة، تابعة لمحافظة عفيف في السعودية، يسكنها ذوي جامع من ذوي سعد.
اسسها حسين بن جفين والآن ابنه فايح ابن حسين. تبعد شمال عفيف 120 كم. ويقطنها حوالى 500 نسمة.